# Nemuro
Nemuro (根室市?, Nemuro-shi, Ainu: Ni mu oro) è una città del Giappone settentrionale che si trova sulla penisola omonima situata all'estremità orientale di Hokkaidō. Porto sull'Oceano Pacifico, è capoluogo dell'omonima sottoprefettura.
Nemuro ha ricevuto ufficialmente lo status di città il 1º agosto 1957. Nel febbraio del 2012, aveva una popolazione stimata in 29 087 abitanti distribuiti su un'area di 512,63 km², per una densità di 56,74 ab./km².

## Clima
| Nemuro (1991-2020) Fonte: JMA                        | Mesi         | Mesi         | Mesi         | Mesi         | Mesi        | Mesi        | Mesi        | Mesi        | Mesi        | Mesi        | Mesi         | Mesi         | Stagioni | Stagioni | Stagioni | Stagioni | Anno    |
| Nemuro (1991-2020) Fonte: JMA                        | Gen          | Feb          | Mar          | Apr          | Mag         | Giu         | Lug         | Ago         | Set         | Ott         | Nov          | Dic          | Inv      | Pri      | Est      | Aut      | Anno    |
| ---------------------------------------------------- | ------------ | ------------ | ------------ | ------------ | ----------- | ----------- | ----------- | ----------- | ----------- | ----------- | ------------ | ------------ | -------- | -------- | -------- | -------- | ------- |
| T. max. media (°C)                                   | −0,9         | −1,2         | 2,2          | 7,4          | 11,9        | 14,9        | 18,7        | 20,9        | 19,4        | 14,7        | 8,6          | 2,1          | 0,0      | 7,2      | 18,2     | 14,2     | 9,9     |
| T. media (°C)                                        | −3,4         | −3,8         | −0,8         | 3,5          | 7,7         | 10,9        | 14,9        | 17,4        | 16,2        | 11,6        | 5,6          | −0,5         | −2,6     | 3,5      | 14,4     | 11,1     | 6,6     |
| T. min. media (°C)                                   | −6,5         | −7,1         | −3,7         | 0,5          | 4,5         | 8,1         | 12,1        | 14,8        | 13,6        | 8,5         | 2,3          | −3,6         | −5,7     | 0,4      | 11,7     | 8,1      | 3,6     |
| T. max. assoluta (°C)                                | 10,3 (1892)  | 9,5 (1989)   | 14,7 (2021)  | 23,3 (2014)  | 34,0 (2019) | 32,1 (2010) | 32,4 (2017) | 33,6 (2015) | 29,5 (2019) | 24,2 (1994) | 19,2 (1979)  | 13,4 (1890)  | 13,4     | 34,0     | 33,6     | 29,5     | 34,0    |
| T. min. assoluta (°C)                                | −22,7 (1908) | −22,9 (1931) | −21,1 (1885) | −13,4 (1885) | −6,7 (1885) | −4,9 (1885) | 0,4 (1885)  | 6,3 (1893)  | 1,7 (1879)  | −3,3 (1903) | −10,6 (1884) | −15,1 (1952) | −22,9    | −21,1    | −4,9     | −10,6    | −22,9   |
| Giorni di calura (Tmax ≥ 30 °C)                      | 0,0          | 0,0          | 0,0          | 0,0          | 0,0         | 0,0         | 0,2         | 0,6         | 0,0         | 0,0         | 0,0          | 0,0          | 0,0      | 0,0      | 0,8      | 0,0      | 0,8     |
| Giorni di gelo (Tmin ≤ 0 °C)                         | 30,4         | 28,1         | 28,3         | 12,4         | 0,5         | 0,0         | 0,0         | 0,0         | 0,0         | 0,0         | 7,7          | 27,1         | 85,6     | 41,2     | 0,0      | 7,7      | 134,5   |
| Giorni di ghiaccio (Tmax ≤ 0 °C)                     | 19,4         | 18,5         | 7,6          | 0,2          | 0,0         | 0,0         | 0,0         | 0,0         | 0,0         | 0,0         | 0,2          | 8,9          | 46,8     | 7,8      | 0,0      | 0,2      | 54,8    |
| Nuvolosità (okta al giorno)                          | 5,9          | 5,8          | 6,2          | 7,1          | 7,7         | 8,4         | 8,8         | 8,4         | 7,4         | 6,2         | 5,8          | 5,4          | 5,7      | 7,0      | 8,5      | 6,5      | 6,9     |
| Precipitazioni (mm)                                  | 30,6         | 23,5         | 47,0         | 64,4         | 96,2        | 103,0       | 115,1       | 132,3       | 160,0       | 126,1       | 83,2         | 59,0         | 113,1    | 207,6    | 350,4    | 369,3    | 1 040,4 |
| Giorni di pioggia                                    | 7,0          | 4,7          | 6,9          | 7,9          | 9,2         | 8,3         | 8,8         | 9,8         | 9,9         | 8,9         | 8,9          | 7,9          | 19,6     | 24,0     | 26,9     | 27,7     | 98,2    |
| Nevicate (cm)                                        | 43           | 39           | 36           | 12           | 0           | 0           | 0           | 0           | 0           | 0           | 2            | 28           | 110      | 48       | 0        | 2        | 160     |
| Giorni di neve                                       | 10,8         | 10,1         | 7,5          | 2,1          | 0,1         | 0,0         | 0,0         | 0,0         | 0,0         | 0,0         | 0,6          | 6,3          | 27,2     | 9,7      | 0,0      | 0,6      | 37,5    |
| Giorni di nebbia                                     | 0,7          | 1,7          | 4,4          | 7,0          | 11,4        | 15,9        | 20,1        | 15,7        | 8,4         | 2,6         | 2,1          | 1,8          | 4,2      | 22,8     | 51,7     | 13,1     | 91,8    |
| Umidità relativa media (%)                           | 71           | 72           | 75           | 78           | 83          | 89          | 91          | 89          | 84          | 76          | 70           | 69           | 70,7     | 78,7     | 89,7     | 76,7     | 78,9    |
| Radiazione solare globale media (centesimi di MJ/m²) | 7,0          | 10,5         | 14,1         | 16,7         | 17,7        | 18,1        | 16,4        | 15,2        | 12,9        | 10,2        | 7,3          | 6,0          | 23,5     | 48,5     | 49,7     | 30,4     | 152,1   |
| Ore di soleggiamento mensili                         | 154,4        | 164,1        | 190,8        | 180,9        | 171,6       | 135,5       | 117,3       | 124,6       | 144,5       | 162,8       | 148,2        | 151,8        | 470,3    | 543,3    | 377,4    | 455,5    | 1 846,5 |
| Pressione a 0 metri s.l.m. (hPa)                     | 1 007,6      | 1 008,6      | 1 008,7      | 1 008,8      | 1 008,4     | 1 007,3     | 1 006,8     | 1 008,2     | 1 010,8     | 1 012,2     | 1 011,2      | 1 008,5      | 1 008,2  | 1 008,6  | 1 007,4  | 1 011,4  | 1 008,9 |
| Tensione di vapore (hPa)                             | 3,5          | 3,5          | 4,4          | 6,1          | 8,7         | 11,7        | 15,4        | 17,9        | 15,7        | 10,6        | 6,7          | 4,2          | 3,7      | 6,4      | 15,0     | 11,0     | 9,0     |
| Vento (direzione-m/s)                                | NW 6,0       | NNW 5,7      | NNW 5,6      | SW 5,5       | S 5,2       | SE 4,4      | SE 4,0      | S 4,3       | S 4,8       | SSW 5,6     | SW 6,1       | NW 6,1       | 5,9      | 5,4      | 4,2      | 5,5      | 5,3     |